# I liga paragwajska w piłce nożnej (1949)
Mistrzem Paragwaju został klub Club Guaraní, natomiast wicemistrzem Paragwaju został klub Club Nacional.
Mistrzostwa rozegrano systemem każdy z każdym mecz i rewanż. Najlepszy w tabeli klub został mistrzem Paragwaju.
Do drugiej ligi spadł klub Asunción FBC, a na jego miejsce awansował klub Sportivo San Lorenzo.

## Primera División

### Kolejka 21
| Mecz                                 |
| ------------------------------------ |
| Sportivo Luqueño - Club Nacional 6:0 |
| Club Guaraní - Club River Plate 7:1  |

### Kolejka 22
| Mecz                                                           |
| -------------------------------------------------------------- |
| Club Nacional - Club Sol de América mecz zakończył się remisem |
| Atlántida SC - Club Guaraní 0:4                                |

### Tabela końcowa sezonu 1949
| Poz | Klub                  | Mecze | Punkty |
| --- | --------------------- | ----- | ------ |
| 1   | Club Guaraní          | 20    | 27     |
| 2   | Club Nacional         | 20    | 26     |
| 3   | Cerro Porteño         | 20    | 24     |
| 4   | Club Presidente Hayes | 20    | 22     |
| 5   | Club Olimpia          | 20    | 21     |
| 6   | Club River Plate      | 20    | 20     |
| 7   | Atlántida SC          | 20    | 20     |
| 8   | Club Libertad         | 20    | 19     |
| 9   | Sportivo Luqueño      | 20    | 18     |
| 10  | Club Sol de América   | 20    | 16     |
| 11  | Asunción FBC          | 20    | 7      |

## Klasyfikacja strzelców w sezonie 1949
| Gole | Piłkarz            | Klub          |
| ---- | ------------------ | ------------- |
| 18   | Darío Jara Saguier | Cerro Porteño |